# Brottning vid olympiska sommarspelen 1908
Brottningen vid olympiska sommarspelen 1908 hölls i London och var uppdelat i två discipliner; grekisk-romersk stil och fristil. Tävlingarna var endast öppna för män. 

## Medaljer

### Medaljsummering
| Plac. | Land           | Guld | Silver | Brons | Totalt antal medaljer |
| ----- | -------------- | ---- | ------ | ----- | --------------------- |
| 1     | Storbritannien | 3    | 4      | 4     | 11                    |
| 2     | USA            | 2    | 0      | 0     | 2                     |
| 3     | Finland        | 1    | 1      | 1     | 3                     |
| 4     | Sverige        | 1    | 1      | 0     | 2                     |
| 5     | Ungern         | 1    | 0      | 0     | 1                     |
| 5     | Italien        | 1    | 0      | 0     | 1                     |
| 7     | Ryssland       | 0    | 2      | 0     | 2                     |
| 8     | Norge          | 0    | 1      | 0     | 1                     |
| 9     | Danmark        | 0    | 0      | 3     | 3                     |
| 10    | Kanada         | 0    | 0      | 1     | 1                     |

## Medaljtabell

### Fristil, herrar
| Klass                  | Guld                                 | Silver                               | Brons                           |
| Bantamvikt Detaljer... | George Mehnert · USA                 | William Press · Storbritannien       | Aubert Coté · Kanada            |
| Fjädervikt Detaljer... | George Dole · USA                    | James Slim · Storbritannien          | William McKie · Storbritannien  |
| Lättvikt Detaljer...   | George de Relwyskow · Storbritannien | William Wood · Storbritannien        | Albert Gingell · Storbritannien |
| Mellanvikt Detaljer... | Stanley Bacon · Storbritannien       | George de Relwyskow · Storbritannien | Frederick Beck · Storbritannien |
| Tungvikt Detaljer...   | Con O'Kelly · Storbritannien         | Jacob Gundersen · Norge              | Edward Barrett · Storbritannien |

### Grekisk-romersk stil, herrar
| Klass                     | Guld                          | Silver                      | Brons                          |
| Lättvikt Detaljer...      | Enrico Porro · Italien        | Nikolay Orlov · Ryssland    | Arvo Lindén Finland            |
| Mellanvikt Detaljer...    | Frithiof Mårtensson · Sverige | Mauritz Andersson · Sverige | Anders Andersen · Danmark      |
| Lätt tungvikt Detaljer... | Verner Weckman Finland        | Yrjö Saarela Finland        | Carl Jensen · Danmark          |
| Tungvikt Detaljer...      | Richárd Weisz · Ungern        | Aleksandr Petrov · Ryssland | Søren Marinus Jensen · Danmark |